# Quercus fimbriata
Quercus fimbriata är en bokväxtart som beskrevs av Yung Chun Hsu och H.Wei Jen. Quercus fimbriata ingår i släktet ekar, och familjen bokväxter. Inga underarter finns listade.